# Jeep Willys Truck
 (août 2014).
Si vous disposez d'ouvrages ou d'articles de référence ou si vous connaissez des sites web de qualité traitant du thème abordé ici, merci de compléter l'article en donnant les références utiles à sa vérifiabilité et en les liant à la section « Notes et références ».
Le véhicule 4x4 Jeep Willys Truck, lancé en 1947 par Willys-Overland Motors, était similaire à la Jeep Willys Station Wagon et aux VJ-2 et VJ-3 Willys Jeepster. Avec les modèles 2T et 4T, ces camions pick-up ont été équipés de moteurs Willys Go-Devil, un moteur à quatre cylindres à tête plate et une boîte de vitesses manuelle BorgWarner T-90 à trois vitesses de la CJ-2A. Le camion a bénéficié d'un lifting en 1950 et est devenu le 473, avec le nouveau moteur "Hurricane" à quatre cylindres en option. Ce modèle présente l'extrémité avant en forme de V avec cinq barres horizontales.
Après 1950, le modèle à deux roues motrices a été abandonné. En 1953, la désignation du modèle est devenue 475 et les barres de la grille de calandre a été réduites à trois. Le moteur six cylindres 6-226 a été lancé en 1954 et les ventes du modèle 475 ont considérablement chuté. Le moteur 6-226 a été abandonné en 1962 et a été remplacé par le moteur 6-230 Tornado.
Le camion était vendu à l'origine comme un 4wd/2wd de 1 tonne et de 0,5 tonne en version 2 roues motrices disponible en 1950 ; modèle 473HT. La version 2 roues motrices a été abandonnée en 1951. La charge utile a ensuite été mise à jour mais le camion était toujours vendu comme un pick-up de 1 tonne.
Moteurs :
- 1947-1950 - 2,2 Litres - moteur Willys L4-134 Go-Devil 4 cylindres en ligne,
- 1950-1965 - 2,2 Litres - moteur Willys Hurricane F4-134 4 cylindres en ligne,
- 1954-1962 - 3,7 Litres - moteur Willys Hurricane Super 6-226 six cylindres en ligne,
- 1962-1965 - 3,8 Litres - moteur Jeep Tornado 6-230 6 cylindres en ligne.

Il était disponible avec une seule transmission, la boîte de vitesses manuelle BorgWarner T-90 à trois vitesses, avec les 2 premiers rapports synchronisés et la 3e vitesse. Plus de 200.000 exemplaires de ces camions ont été fabriqués[réf. nécessaire].